# Отрадненський ГПЗ – Новокуйбишевськ
Отрадненський ГПЗ — Новокуйбишевськ — трубопровідна система, призначена для постачання сировини до нафтохімічних виробництв у Новокуйбишевську Самарської області Росії.
В 1957-му у Новокуйбишевську почав роботу завод синтетичного спирту, що виробляв етанол з використанням етилену. Останній отримували тут же на установках піролізу (парового крекінгу) вуглеводнів, при цьому основною був етан. А в 1963-му в межах Новокуйбишевського нафтохімічного комібнату почала роботу установка фракціонування зріджених вуглеводневих газів, яка потребувала фракцію С3+ (за російською темінологією  – широка фракція легких вуглеводнів, ШФЛУ). В обох випадках постачальником сировини міг бути Отрадненський газопереробний завод, який ввели в дію у 1962 році. Для транспортування вуглеводневих газів спорудили систему Отрадненський ГПЗ – Новокуйбишевськ, яка включає:
– етанопровід довжиною 102 км та діаметром 219 мм, прокладений на глибині 1–1,5 метра.
– продуктопровід для ШФЛУ діаметром 250 мм. Цей трубопровід має перемичку діаметром 273 мм з трубопроводом для ШФЛУ Нєфтєгорський ГПЗ – Новокуйбишевськ. 
В середині 2000-х років через господарську суперечку перекачування ШФЛУ до Новокуйбишевська зупинилось. При цьому Отрадненський ГПЗ ввів у дію залізничний термінал для відвантаження цієї фракції цистернами, яким завдяки зазначеній вище перемичці також може користуватись Нєфтєгорський ГПЗ. 